# Joshua Inman
Joshua Inman –conocido como Josh Inman– (Hillsboro, 13 de marzo de 1980) es un deportista estadounidense que compitió en remo.
Participó en los Juegos Olímpicos de Pekín 2008, obteniendo una medalla de bronce en la prueba de ocho con timonel. Ganó dos medallas en el Campeonato Mundial de Remo, en los años 2004 y 2005.

## Palmarés internacional
| Juegos Olímpicos   | Juegos Olímpicos | Juegos Olímpicos  | Juegos Olímpicos   |
| Año                | Lugar            | Medalla           | Prueba             |
| ------------------ | ---------------- | ----------------- | ------------------ |
| 2008               | Pekín (China)    | Medalla de bronce | Ocho con timonel   |
| Campeonato Mundial |                  |                   |                    |
| Año                | Lugar            | Medalla           | Prueba             |
| 2004               | Bañolas (España) | Medalla de bronce | Cuatro con timonel |
| 2005               | Kaizu (Japón)    | Medalla de oro    | Ocho con timonel   |